# Jace Everett
Jace Everett, född 27 maj 1972 i Evansville, Indiana, är en amerikansk countrysångare. Han blev internationellt känd när hans sång "Bad Things" 2008 började användas i vinjetten till tv-serien True Blood.

## Diskografi
Album
- 2005 – Jace Everett
- 2007 – Old New Borrowed Blues
- 2009 – Red Revelations
- 2011 – Mr. Good Times
- 2013 – Terra Rosa [2]
- 2017 – Dust & Dirt

Singlar
- 2005 – "That's the Kind of Love I'm In"
- 2005 – "Bad Things"
- 2006 – "Nowhere in the Neighborhood"
- 2006 – "Everything I Want"
- 2011 – "Good Times"